# زمین‌لرزه ۲۰۲۲ سوماترا
زمین‌لرزه ۲۰۲۲ سوماترا (انگلیسی: 2022 Sumatra earthquake) در ۲۵ فوریه، به بزرگای ۶٫۲ ریشتر سوماترای غربی، اندونزی را لرزاند. بر اساس گزارش سازمان زمین‌شناسی آمریکا، این زمین‌لرزه در عمق ۱۲٫۳ کیلومتری (۷٫۶ مایلی) رخ داد و مرکز آن در پاسامان بود. حداقل ۱۲ نفر جان باختند، ۳۸۸ نفر مجروح شدند، چهار نفر دیگر مفقود شدند و خسارت شدیدی در منطقه تیگو ناگاری، پاسامان رخ داد.